# Premierzy Izraela
Premier Rządu Izraela (hebr. ראש ממשלת ישראל, Rosz ha-Memszala) – najsilniejsze ogniwo władzy wykonawczej w Izraelu. Premier niemal zawsze jest liderem partii lub koalicji, która zwyciężyła wybory do Knesetu.
Od 2022 roku premierem Izraela jest Binjamin Netanjahu.

## Wybory

Schemat systemu politycznego Izraela

Prezydent desygnuje na premiera lidera partii lub koalicji wyborczej, która wygrała wybory. Musi mieć ona przynajmniej 61 głosów poparcia w 120-osobowym Knesecie.
Od chwili mianowania premier ma 28 dni na ustalenie składu i programu gabinetu. Premier oraz połowa ministrów muszą być członkami parlamentu – rząd (z premierem) nie może liczyć mniej niż 8 ani więcej niż 18 osób. Kiedy Kneset zaaprobuje rząd, może on przystąpić do pracy.

### Bezpośredni wybór premiera (1992-2001)
W 1992 roku w Izraelu wprowadzono bardzo oryginalny system wyłaniania osoby premiera. Od uchwalenia w tymże roku Ustawy Zasadniczej O Rządzie, każdy wyborca oddawał dwa głosy. Jeden na partię polityczną, a drugą na osobę premiera. W tym systemie odbyły się trzy wybory premiera: 1996, 1999 i w 2001 roku. W tym ostatnim przypadku wybory szefa rządu odbywały się niezależnie od wyborów do parlamentu (z tego powodu, w latach 2001–2003 Ariel Szaron (wówczas Likud) był premierem, pomimo że Partia Pracy posiadała większość w Knesecie). Po wyborze premier elekt miał 45 dni na uformowanie rządu, przedstawienie Knesetowi składu i programu działania.
Stwierdzono jednak, iż taki system nie sprawdził się, ponieważ wygrywająca partia mogła nie tworzyć rządu. W 2001 roku wprowadzono więc nową Ustawę Zasadniczą, przywracającą stare uregulowania. Dzięki temu, od wyborów w 2003 roku, premierem jest lider najsilniejszej partii w Knesecie.

## Pełnomocnictwa i rola premiera
Rząd prowadzi politykę wewnętrzną i zewnętrzną państwa, posiada w tym celu wszystkie kompetencje, które nie są zastrzeżone aktami prawnymi dla innych organów i instytucji państwa (tzw. domniemanie kompetencji). Szczególnie ważne są decyzje rządu dotyczące spraw bezpieczeństwa i użycia sił zbrojnych (Siły Obronne Izraela). Z ramienia rządu za siły zbrojne odpowiedzialny jest minister obrony. Rząd powołuje szefa Sztabu Generalnego na wniosek tegoż ministra.
Zazwyczaj posiedzenia rządu odbywają się w niedziele, ale w razie konieczności mogą mieć miejsce w każdym innym dniu tygodnia.
Pomimo że Ustawa Zasadnicza stanowi, iż umowy międzynarodowe zawarte przez rząd zatwierdza Kneset i podpisuje prezydent, to jednak w praktyce robi to samodzielnie rząd. Posiada on także dość szerokie uprawnienia prawodawcze, na podstawie ustaw wydaje rozporządzenia, a w stanie zagrożenia państwa wydaje rozporządzenia nadzwyczajne.
Przyspieszone wybory parlamentarne odbywają się, gdy:
- Kneset rozwiąże się własną uchwałą
- premier uzna, że członkowie rządu są wobec niego w opozycji – wówczas za zgodą prezydenta rozwiązuje parlament
- Kneset odrzuci propozycje kandydatów do rządu
- Kneset nie uchwali budżetu w ciągu 3 miesięcy poprzedzających początek następnego roku podatkowego
- Kneset większością 2/3 ogólnej liczby deputowanych usunie premiera z funkcji.

Premier może odwołać ministra, a minister ma prawo złożenia rezygnacji. Większością 7/12 ogólnego składu deputowanych Kneset może odwołać poszczególnych ministrów. Premier ma dużą swobodę w kwestiach określania struktury rządu i powierzania zadań poszczególnym ministrom. Należy jednak pamiętać, iż rządy zawsze są koalicjami i zdanie kierownictw innych partii musi być przez premiera brane pod uwagę.
W przypadku, gdy premier nie może pełnić swojej funkcji (dymisja, stan oskarżenia), wówczas wyznacza na swoje miejsce jednego z ministrów-posłów, który ma wszystkie uprawnienia premiera z wyjątkiem prawa rozwiązania parlamentu. Nagły wylew, który dotknął premiera Ariela Szarona w styczniu 2006 ukazał konieczność uregulowania sytuacji, kiedy chory premier nie jest w stanie wyznaczyć swego następcy. Ustalono, iż w takim przypadku obowiązki szefa rządu przejmuje wicepremier (na początku 2006 roku – Ehud Olmert). Jeżeli premier zostanie uznany za trwale niezdolnego do pełnienia swoich funkcji, wicepremier wykonuje jego obowiązki przez 100 dni. Po upłynięciu tego czasu, prezydent nominuje nowego premiera. Jeżeli jednak premier umrze, rząd wybiera nowego szefa rządu.

### Doradca Prawny Rządu
Doradca Prawny Rządu jest organem opiniodawczo-doradczym rządu w kwestiach prawnych, jest prokuratorem generalnym i podlega mu prokuratura. Choć powoływany przez rząd, nie jest jego członkiem, ale uczestniczy w jego obradach. Doradca nie składa dymisji wraz z gabinetem.
Doradca Prawny Rządu wydaje opinie prawne na temat działalności rządu, które jednak nie mają charakteru formalnie wiążącego. Innym zadaniem Doradcy jest wyrażanie zgody na wszczęcie postępowania karnego wobec premiera i sędziów, a po jego zakończeniu wnosi akt oskarżenia przeciwko nim.

## Lista premierów Izraela
Premierzy Izraela w porządku chronologicznym
| Premier | Premier                                        | Premier           | Premier              | Premier              | Premier                 | Premier |
| #       | Imię i Nazwisko                                | Portret           | Kadencja             | Kadencja             | Partia polityczna       | Rządy |
| ------- | ---------------------------------------------- | ----------------- | -------------------- | -------------------- | ----------------------- | --- |
| 1       | Dawid Ben Gurion דָּוִד בֶּן-גּוּרִיּוֹן (1886–1973)     |                   | 14 maja 1948         | 26 stycznia 1954     | Mapai                   | tymczasowy (1948–1949) pierwszy (1949–1950) drugi (1950–1951) trzeci (1951–1952) czwarty (1952–1954)                       |
| 2       | Mosze Szaret משֶׁה שָרֵת (1894–1965)               |                   | 26 stycznia 1954     | 3 listopada 1955     | Mapai                   | piąty (1954–1955) szósty (1955)                                                                                            |
| (1)     | Dawid Ben Gurion דָּוִד בֶּן-גּוּרִיּוֹן (1886–1973)     |                   | 3 listopada 1955     | 26 czerwca 1963      | Mapai                   | siódmy (1955–1958) ósmy (1958–1959) dziewiąty (1959–1961) dziesiąty (1961–1963)                                            |
| 3       | Lewi Eszkol לֵוִי אֶשְׁכּוֹל (1895–1969)              |                   | 26 czerwca 1963      | 26 lutego 1969       | Mapai                   | jedenasty (1963–1964) dwunasty (1964–1966) trzynasty (1966–1969)                                                           |
| –       | Jigal Allon (tymczasowo) יִגְאָל אַלּוֹן (1918–1980) |                   | 26 lutego 1969       | 17 marca 1969        | Koalicja Pracy          | trzynasty (1969) |
| 4       | Golda Meir גּוֹלְדָּה מֵאִיר (1898–1978)              |                   | 17 marca 1969        | 3 czerwca 1974       | Koalicja Pracy          | czternasty (1969) piętnasty (1969–1974) szesnasty (1974)                                                                   |
| 5       | Icchak Rabin יִצְחָק רַבִּין (1922–1995)             |                   | 3 czerwca 1974       | 20 czerwca 1977      | Koalicja Pracy          | siedemnasty (1974–1977) |
| 6       | Menachem Begin מְנַחֵם בֵּגִין (1913–1992)           |                   | 20 czerwca 1977      | 10 października 1983 | Likud                   | osiemnasty (1977–1981) dziewiętnasty (1981–1983)                                                                           |
| 7       | Icchak Szamir יִצְחָק שָׁמִיר (1915–2012)            |                   | 10 października 1983 | 13 września 1984     | Likud                   | dwudziesty (1983–1984) |
| 8       | Szimon Peres שִׁמְעוֹן פֶּרֶס (1923–2016)             |                   | 13 września 1984     | 20 października 1986 | Koalicja Pracy          | dwudziesty pierwszy (1984–1986)                                                                                            |
| (7)     | Icchak Szamir יִצְחָק שָׁמִיר (1915–2012)            |                   | 20 października 1986 | 13 lipca 1992        | Likud                   | dwudziesty drugi (1986–1988) dwudziesty trzeci (1988–1990) dwudziesty czwarty (1990–1992)                                  |
| (5)     | Icchak Rabin יִצְחָק רַבִּין (1922–1995)             |                   | 13 lipca 1992        | 4 listopada 1995     | Partia Pracy            | dwudziesty piąty (1992–1995)                                                                                               |
| (8)     | Szimon Peres שִׁמְעוֹן פֶּרֶס (1923–2016)             |                   | 4 listopada 1995     | 18 czerwca 1996      | Partia Pracy            | dwudziesty szósty (1995–1996)                                                                                              |
| 9       | Binjamin Netanjahu בִּנְיָמִין נְתַנְיָהוּ (1949–)       |                   | 18 czerwca 1996      | 6 lipca 1999         | Likud                   | dwudziesty siódmy (1996–1999)                                                                                              |
| 10      | Ehud Barak אֵהוּד בָּרָק (1942–)                    |                   | 6 lipca 1999         | 7 marca 2001         | Partia Pracy            | dwudziesty ósmy (1999–2001)                                                                                                |
| 11      | Ariel Szaron אֲרִיאֵל שָׁרוֹן (1928–2014)            |                   | 7 marca 2001         | 21 listopada 2005    | Likud                   | dwudziesty dziewiąty (2001–2003) trzydziesty (2003–2005)                                                                   |
|         | Ariel Szaron אֲרִיאֵל שָׁרוֹן (1928–2014)            | 21 listopada 2005 | 14 kwietnia 2006     | Kadima               | trzydziesty (2005–2006) | |
| 12      | Ehud Olmert אֵהוּד אוֹלְמֶרט (1945–)                |                   | 14 kwietnia 2006     | Kadima               | 31 marca 2009           | trzydziesty pierwszy (2006–2009)                                                                                           |
| (9)     | Binjamin Netanjahu בִּנְיָמִין נְתַנְיָהוּ (1949–)       |                   | 31 marca 2009        | 13 czerwca 2021      | Likud                   | trzydziesty drugi (2009–2013) trzydziesty trzeci (2013–2015) trzydziesty czwarty (2015–2020) trzydziesty piąty (2020–2021) |
| 13      | Naftali Bennett נַפְתָּלִי בֶּנֶט (1972–)              |                   | 13 czerwca 2021      | 1 lipca 2022         | Jamina                  | trzydziesty szósty (2021–2022)                                                                                             |
| 14      | Ja’ir Lapid יָאִיר לַפִּיד (1963–)                  |                   | 1 lipca 2022         | 29 grudnia 2022      | Jest Przyszłość         | trzydziesty szósty (2021–2022)                                                                                             |
| (9)     | Binjamin Netanjahu בִּנְיָמִין נְתַנְיָהוּ (1949–)       |                   | 29 grudnia 2022      | nadal                | Likud                   | trzydziesty siódmy (od 2022)                                                                                               |